# Окинавская кухня

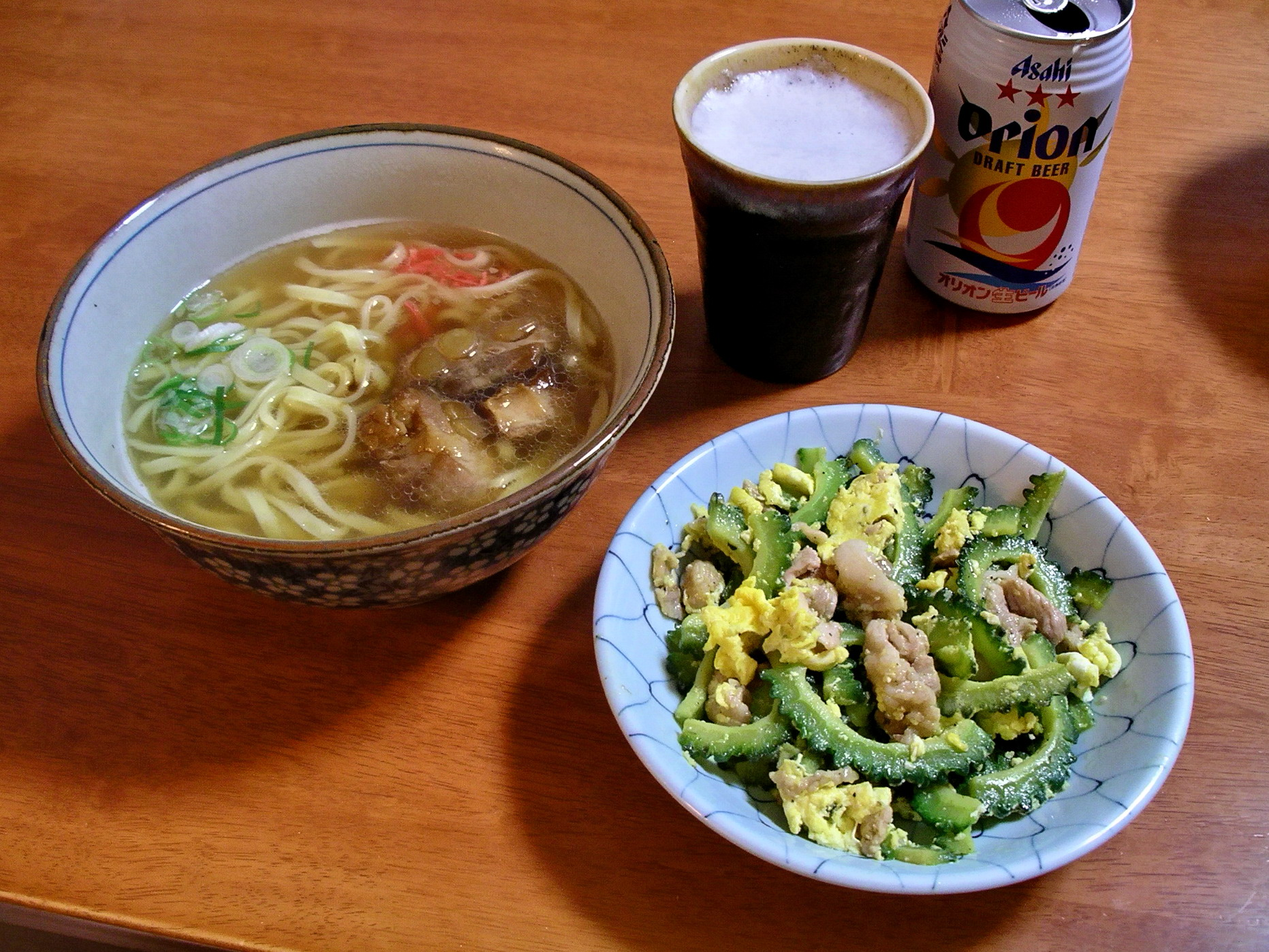
Окинава-соба и гоя-тямпуру с пивом Orion

Окинавская кухня (яп. 沖縄料理 окинава рё:ри) или кухня Рюкю (по историческому названию островов: Королевство Рюкю) — региональная кухня Японии из префектуры Окинава, национальная кухня рюкюсцев. Из-за различий в культуре, исторических контактов c другими регионами, климата, других овощей и ингредиентов окинавская кухня отличается от японской.

## История
Окинавская кухня сложилась под влиянием китайской, корейской и кухонь стран Юго-Восточной Азии благодаря длительной истории торговли с ними. Поскольку Королевство Рюкю было вассалом Китая, повара из Рюкю отправлялись в китайскую провинцию Фуцзянь обучаться готовить китайскую пищу, чтобы достойно принимать китайские делегации в замке Сюри. А в 1609-м году после карательной военной экспедиции под командованием даймё Тадацунэ Симадзу с согласия Токугавы Иэясу королевство Рюкю стало ещё и вассалом Сацумы (нынешняя Кагосима) и долго скрывало этот факт от Китая. Как следствие, окинавские повара отправлялись в Японию, в Сацуму, обучаться японской кухне. В 1605 году Ногуни Сокан (младший служащий рюкюской торговой миссии в Китае) привёз на Окинаву из китайской провинции Фуцзянь семена батата. При содействии своего друга высокопоставленного чиновника Дзимы Синдзё он смог распространить сладкий картофель и в других районах королевства Рюкю. Сладкий картофель давал высокий урожай, и, по сравнению с рисом, оказался более устойчивым к частым в регионе тайфунам. В статье об окинавской пище авторства Kikkoman говорится о том, что горькая тыква и тыква-люффа пришли на Окинаву из Юго-Восточной Азии. В этой же статье говорится, что метод дистилляции авамори проник на острова Рюкю из Сиама (Таиланда) в XV веке.
После Второй мировой войны Окинава оставалась под фактической оккупацией Соединёнными Штатами Америки вплоть до 1972 года, а военные базы США остаются на Окинаве до сих пор. Американское присутствие на Окинаве привнесло в окинавскую кухню такое блюдо, как тако-рис.

## Особенности кухни
Помимо овощей и фруктов влияние кухонь Юго-Восточной Азии на окинавскую распространилось и в области специй и трав. Такие специи, как куркума, используются на Окинаве чаще, чем в «материковой» Японии, но реже, чем в других кухнях Австралазии.
Отличительной чертой окинавской кухни является употребление свинины в большей степени, чем в остальной Японии. Несмотря на распространение буддизма, Окинава была менее подвержена практике неупотребления мяса, распространяемой сёгунатом Токугава. Рюкюсцы говорят «окинавская кухня начинается со свиньи и заканчивается свиньёй» и «у свиньи можно есть всё, кроме копыт и визга».
Несмотря на то, что Окинава окружена морем, здесь употребляют меньше рыбы по сравнению не только с остальной Японией, но и с другими морскими государствами. Рыбу и морепродукты веками трудно было сохранить в жарком климате островов Рюкю. Кроме того, в местных водах сравнительно меньше видов рыб, чем в более холодных водах вокруг островов Хонсю и Хоккайдо.

## Продукты окинавской кухни
- Мясо и рыба:
  - Свинина, свиные рёбрышки
  - Говядина
  - Козлятина
  - Большеглазый тунец
- Фрукты:
  - Ананас
  - Папайя
  - Манго
  - Маракуйя
  - Гуава
  - Цитрусовые

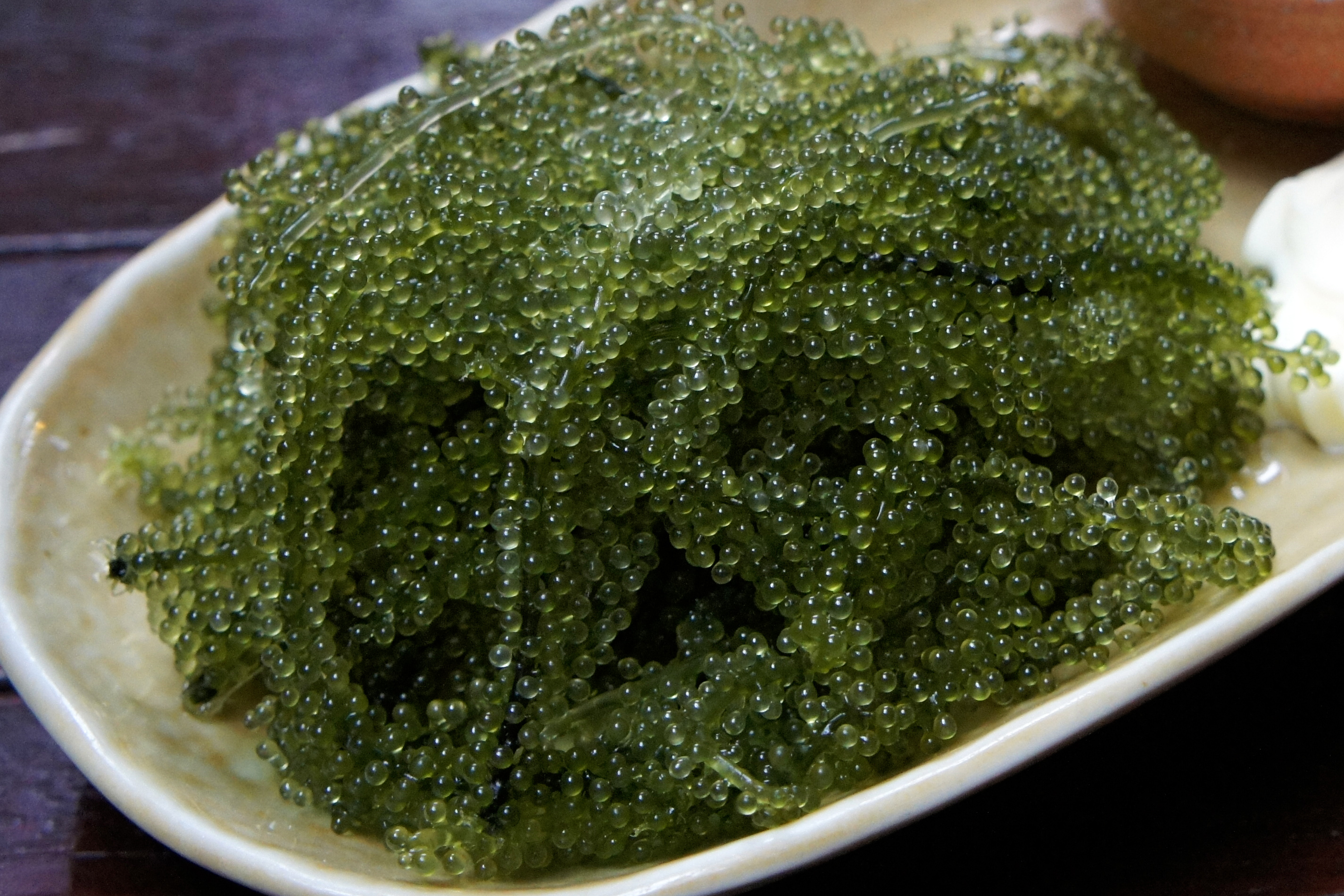
Водоросли Морской виноград

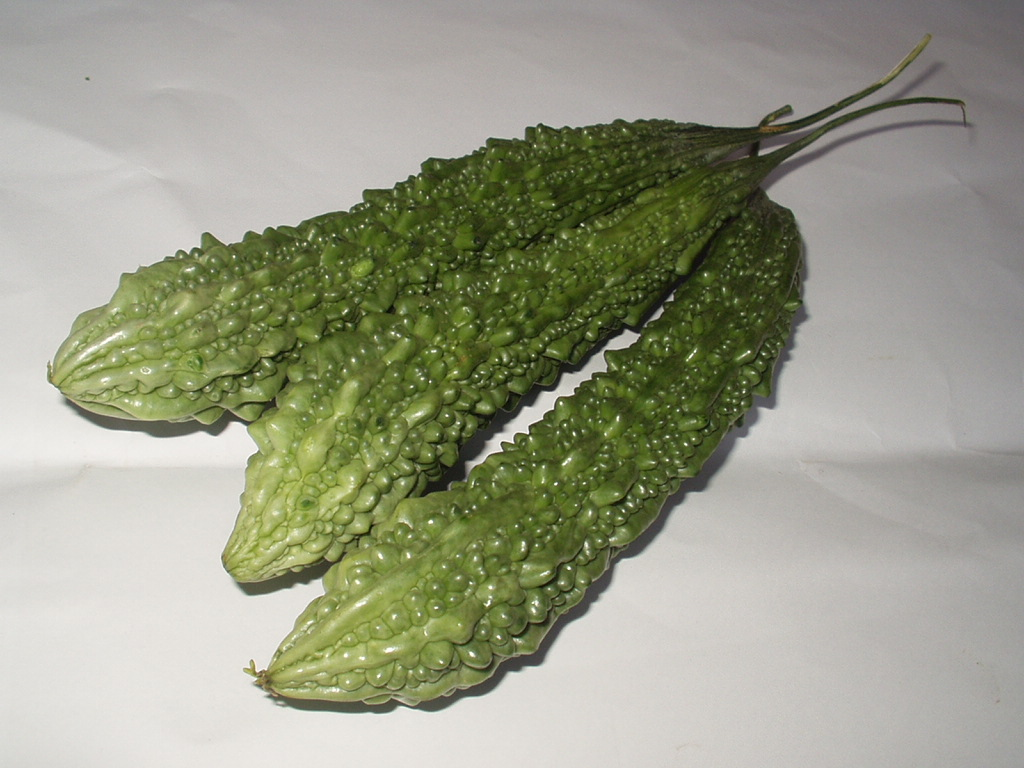
Горький огурец

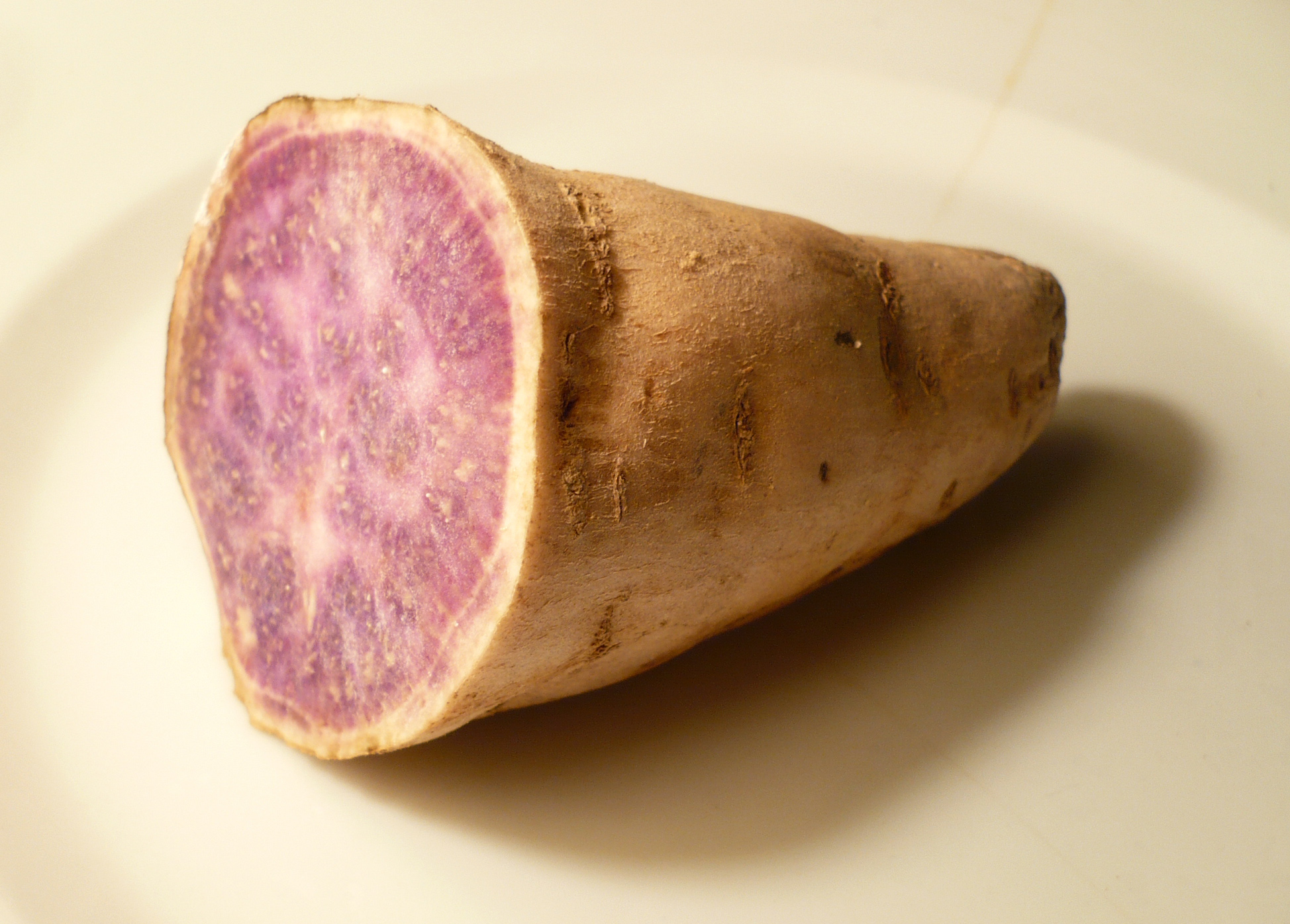
Корнеплод ямса

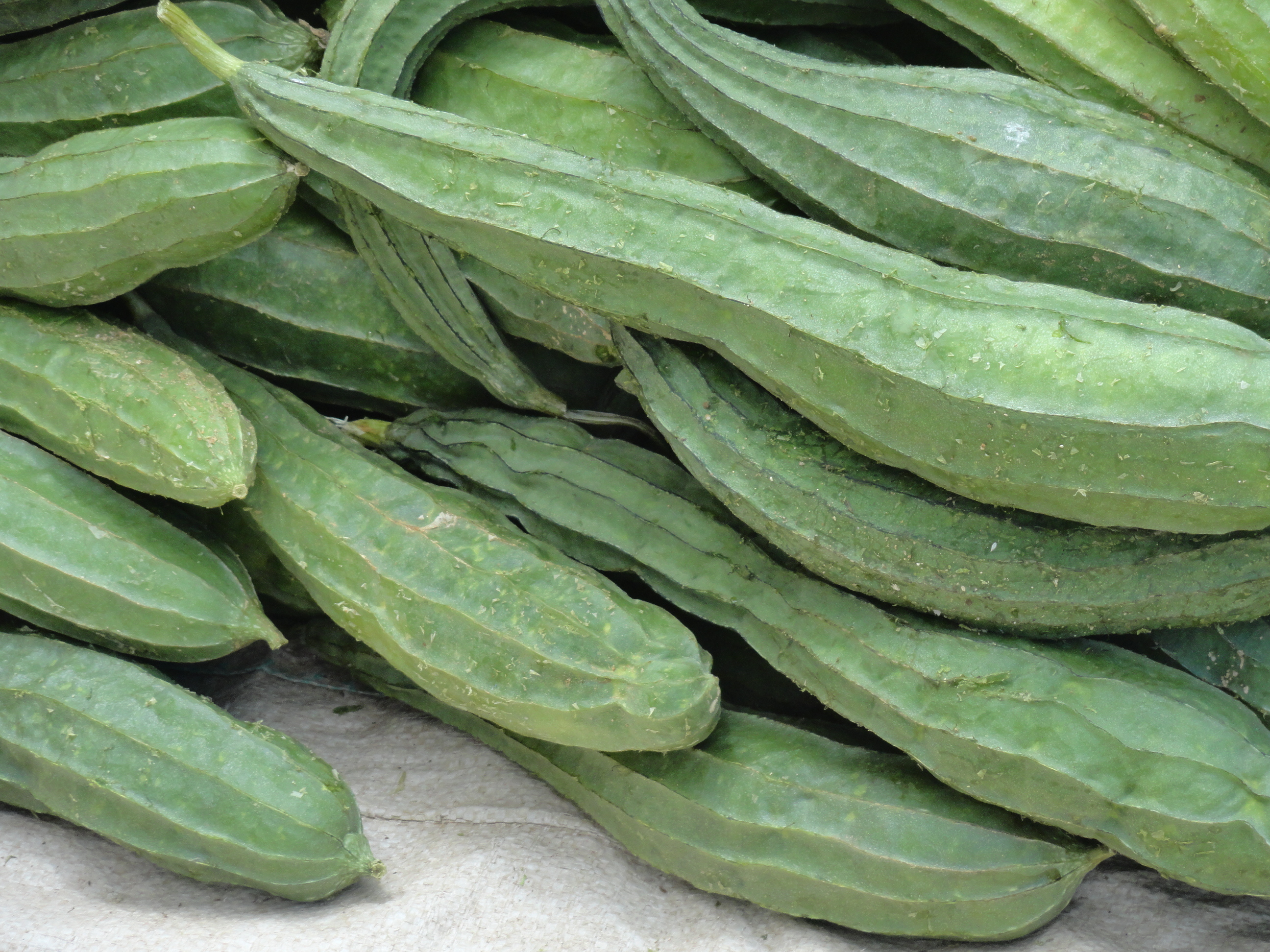
Люффа

- Продукты растительного происхождения:
  - Батат (ботва и корнеплод)
  - Капуста
  - Гоя (горькая дыня)
  - Люффа
  - Ямс
  - Корень таро
  - Морковь (ботва и корнеплод)
  - Чеснок
  - Лук
  - Помидор
  - Листья салата
  - Масло «канола»
  - Тростниковый сахар
- Бобовые продукты:
  - Тофу
  - Соевая паста мисо
- Зерновые и их продукты
  - Белый рис
  - Коричневый рис
  - Сейтан
- Водоросли:
  - Комбу
  - Нори
  - Хидзики
  - Вакамэ
  - Морской виноград
  - Модзуку

### Травы и приправы окинавской кухни
- Длинный яванский перец (лат. Piper retrofractum)
- Полынь обыкновенная (лат. Artemísia vulgáris)
- Пуэрария дольчатая, кудзу (яп. 葛).
- Аморфофаллус коньяк, конняку (яп. 蒟蒻/菎蒻)
- Перилла кустарниковая (лат. Perilla frutescens, сисо (яп. シソ, 紫蘇))
- Куркума длинная (лат. Cúrcuma lónga).

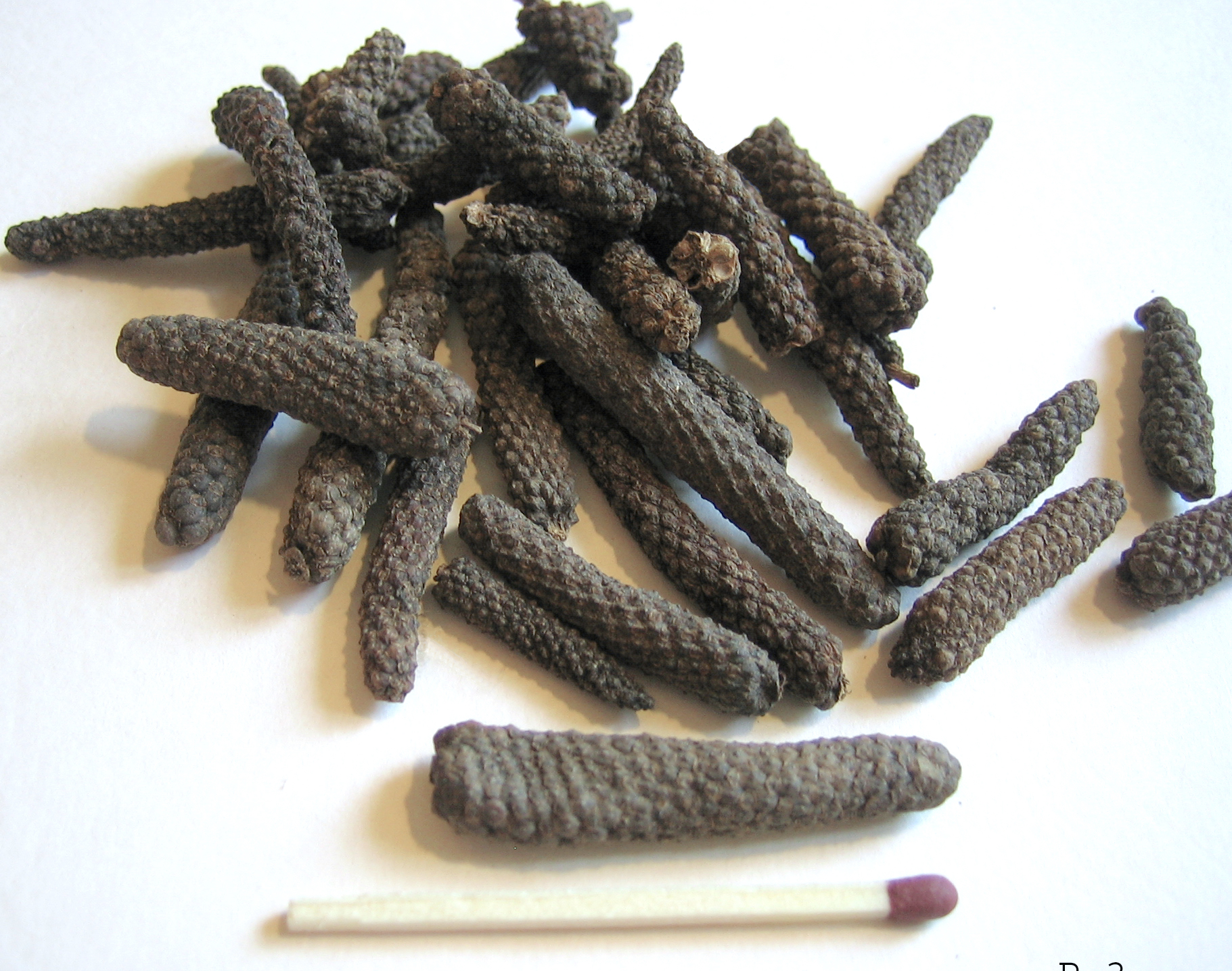
Длинный перец
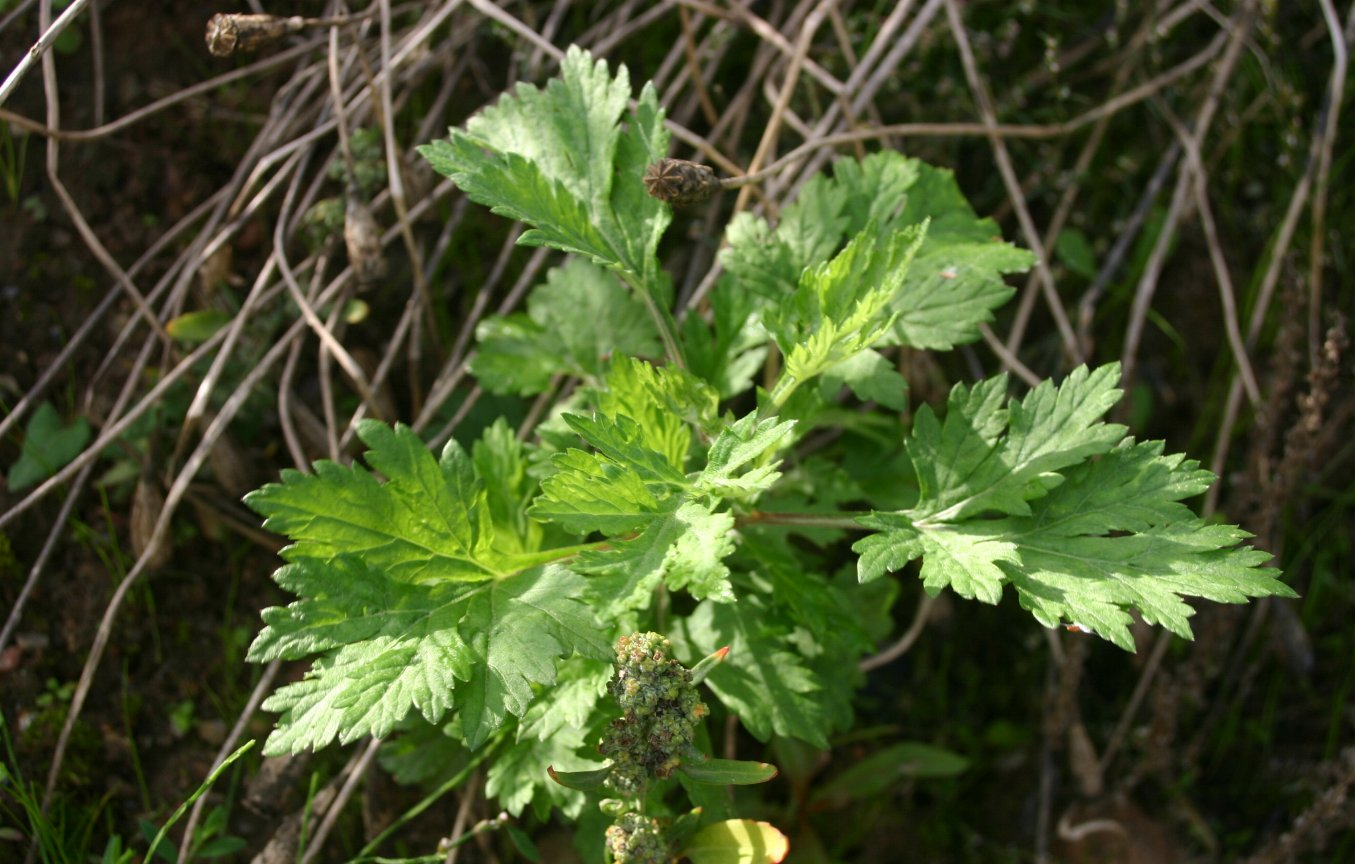
Листья полыни
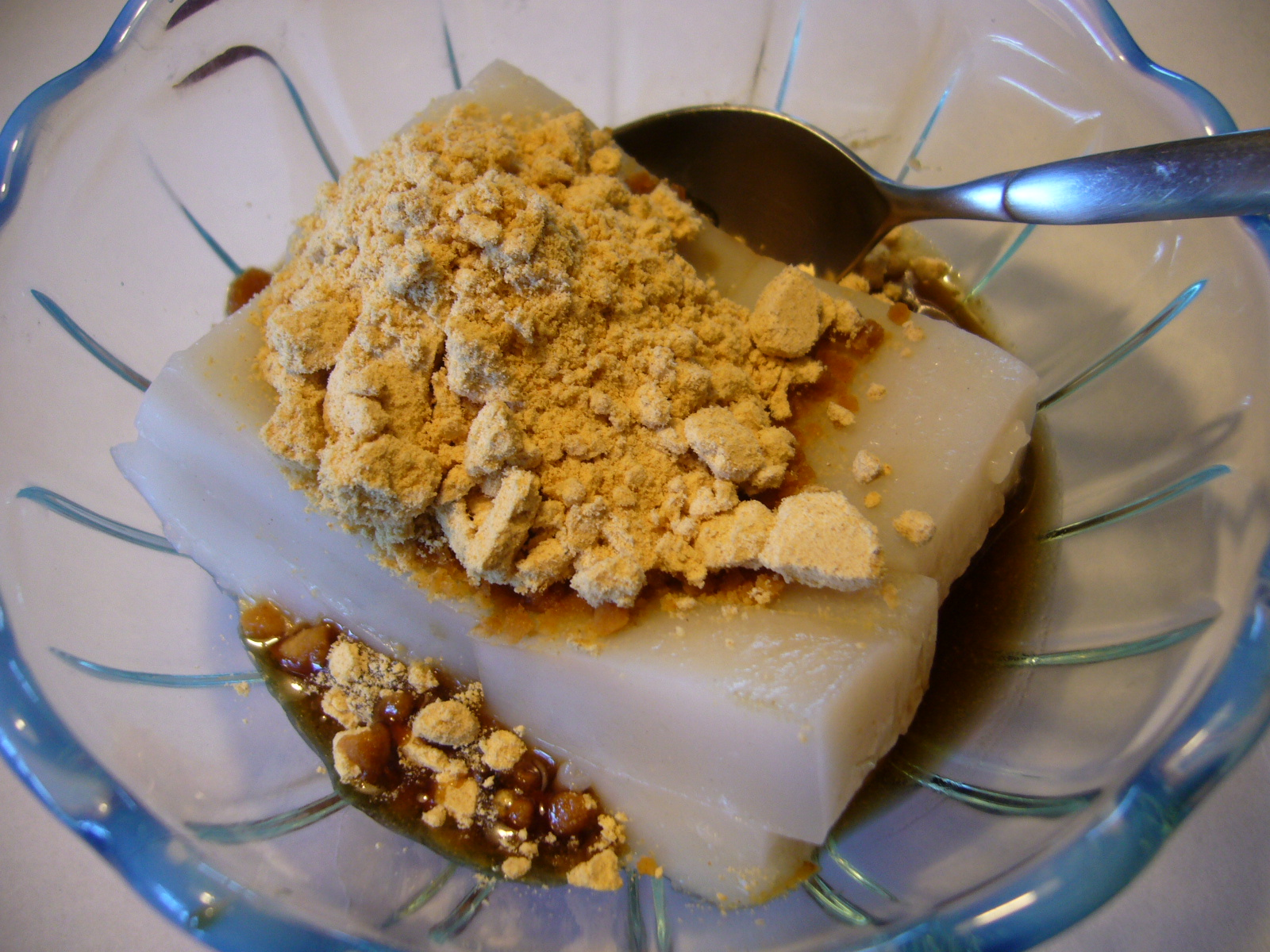
Порошок кудзу в блюде кудзумоти
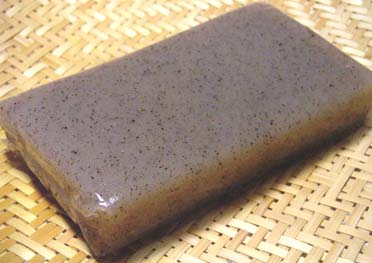
Желе из корня  аморфофаллуса
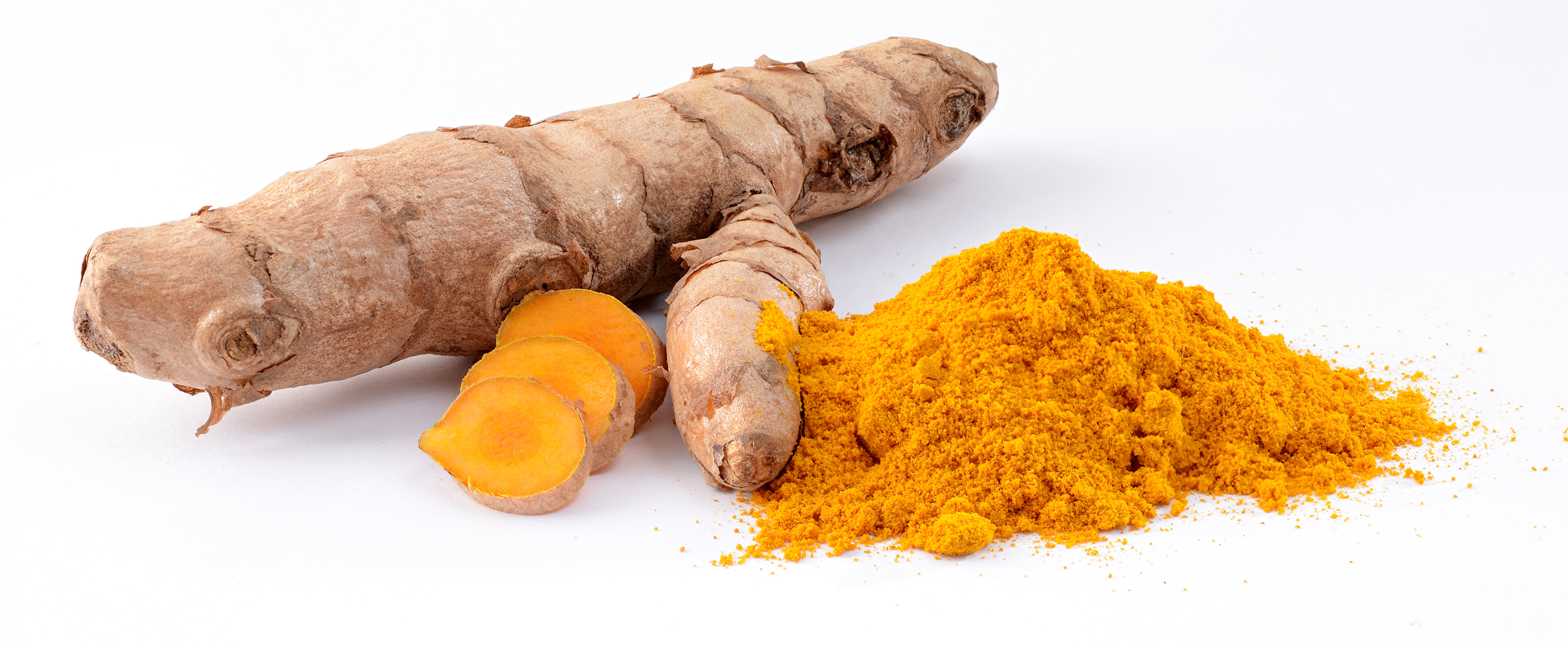
Корень и порошок куркумы

## Блюда окинавской кухни

### Основные блюда
- Гоя-тямпуру
- Окинава-соба[англ.]
- Тако-рис[англ.]
- Тэбити — блюдо из варёных свиных ног
- Рафутэ[англ.] — свиной подчеревок, тушёный в маринаде из авамори и коричневого сахара
- Сюкюгарасу тофу[яп.] — копчёный малёк пятнистого сигана на куске тофу

### Алкогольные напитки
- Авамори — алкогольный напиток из тайского риса
- Пиво Orion

### Сладости
- Сата андаги[англ.] — сладкие пончики во фритюре
- Тинсуко[англ.]

### Закуски
- Мимига — сашими из свиных ушей
- Тирага — кожа со свиной головы

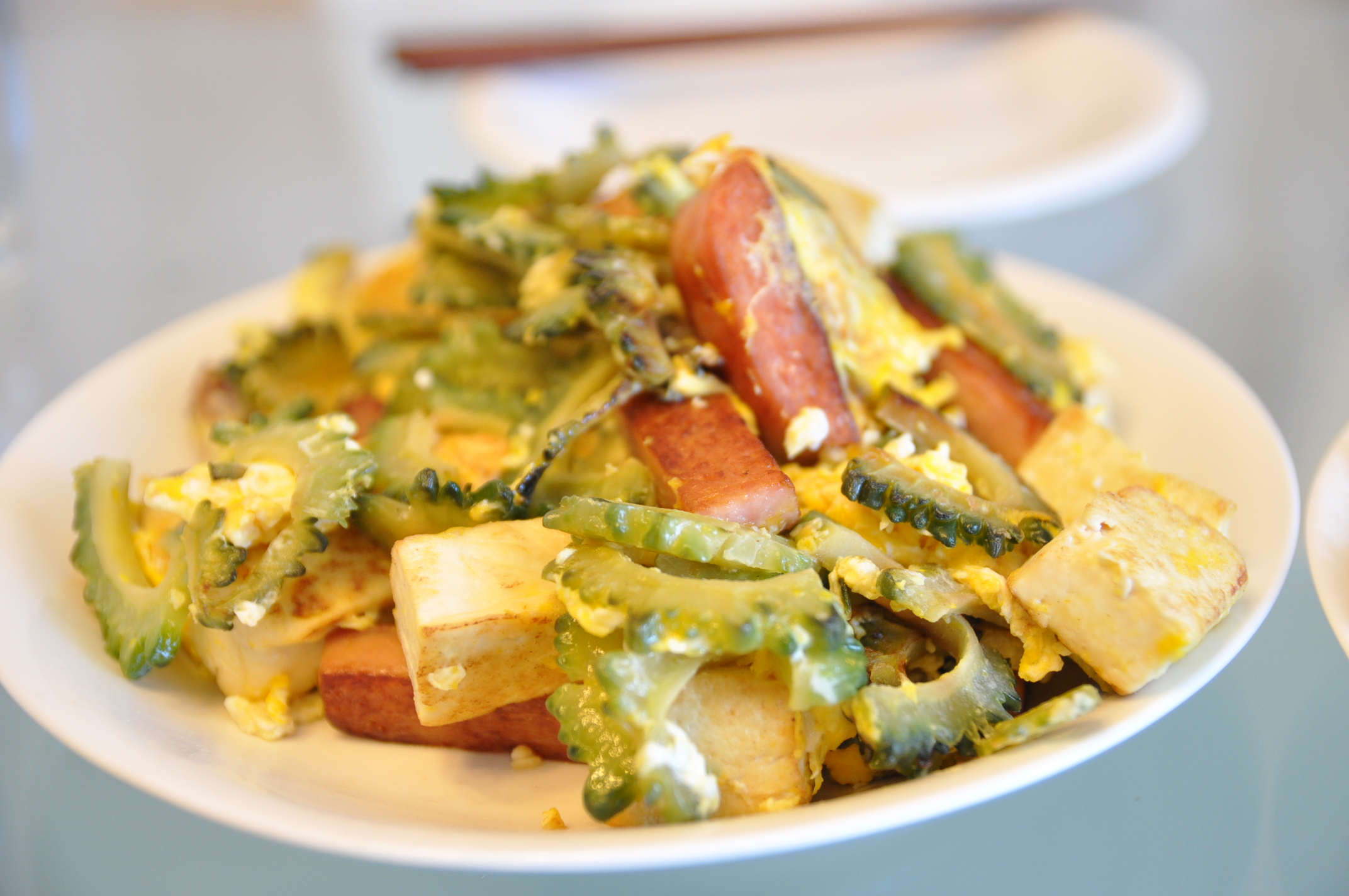
Гоя-тямпуру
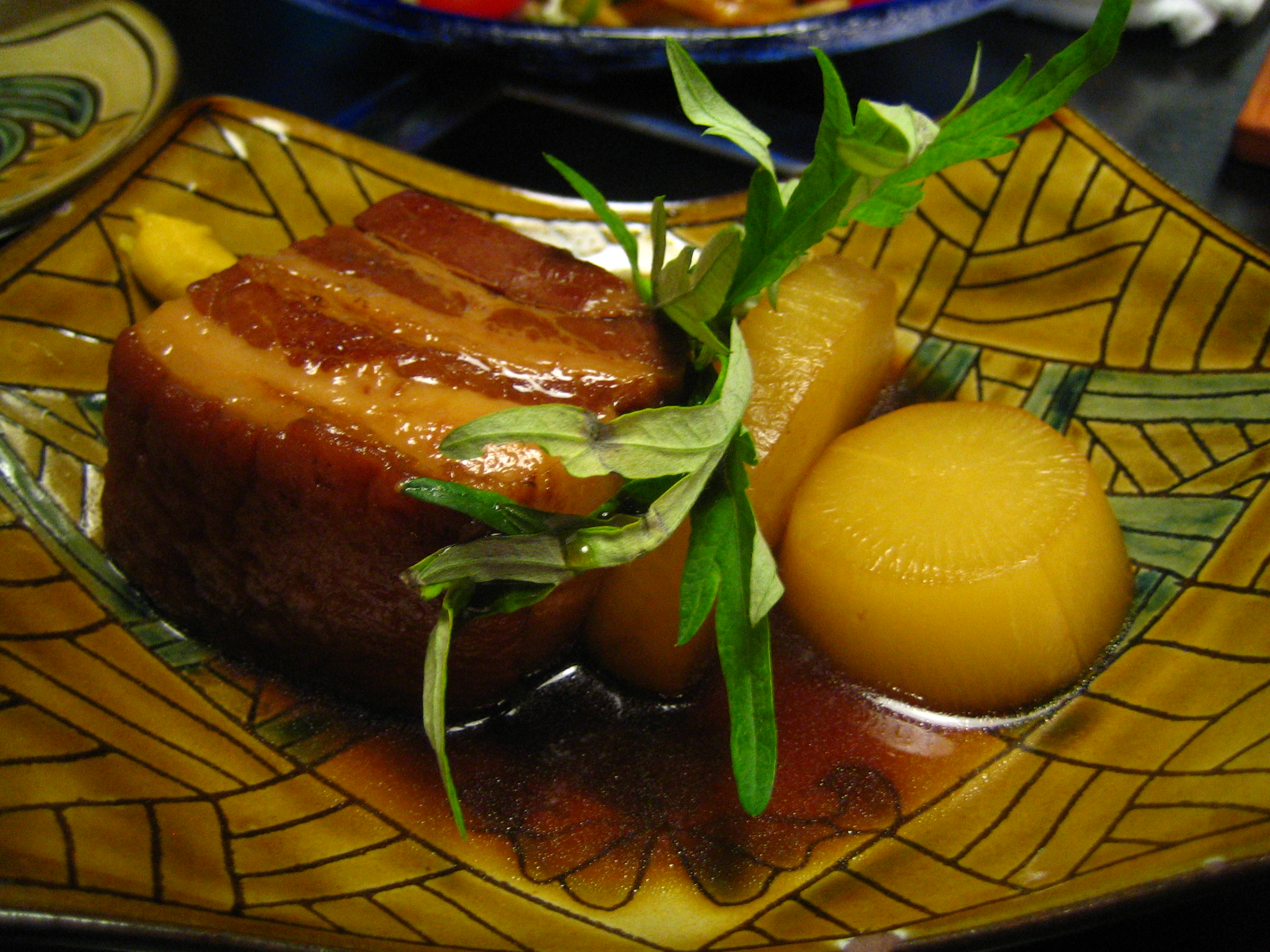
Рафутэ
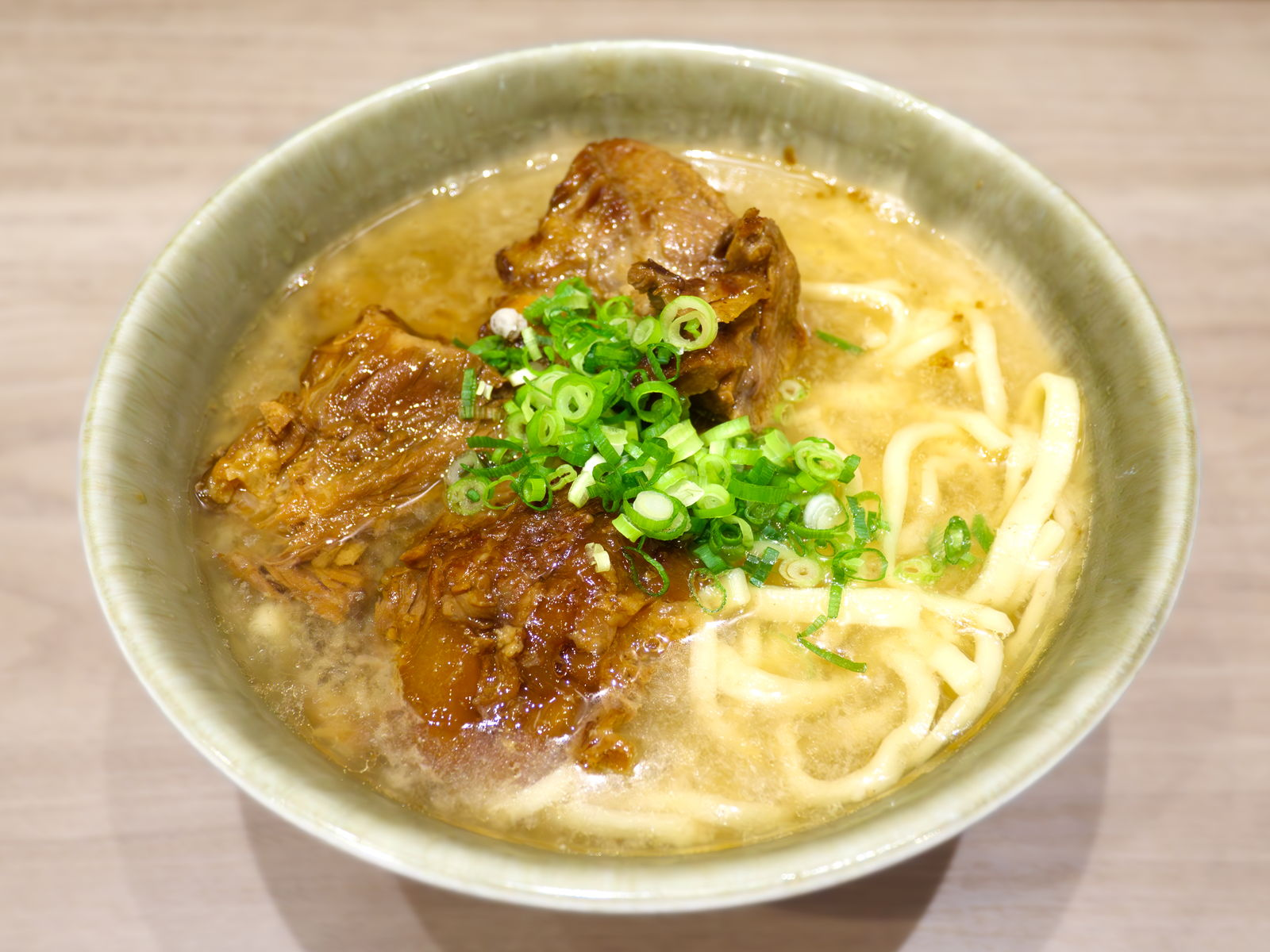
Окинава-соба
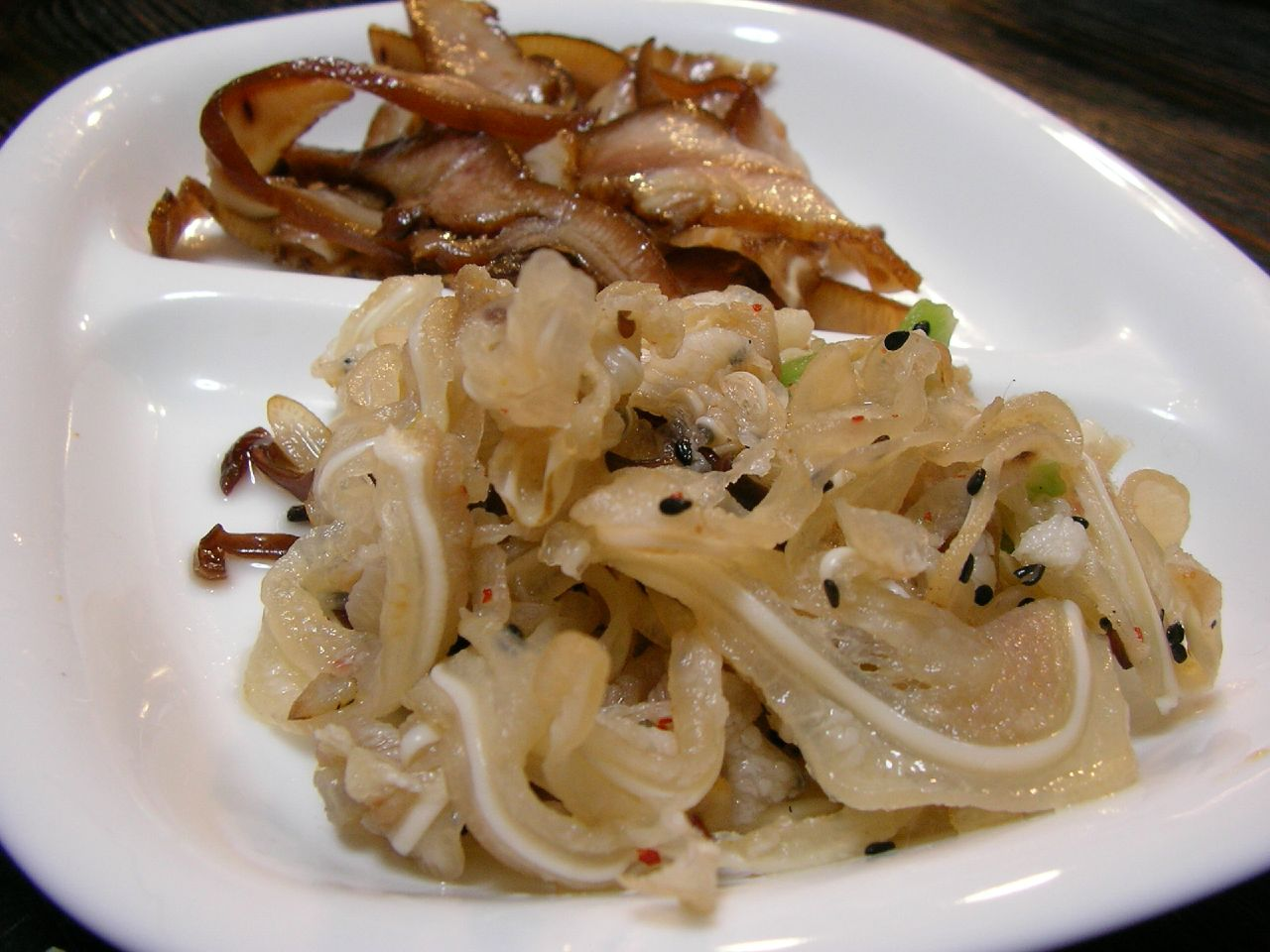
Мимига (свиные уши) и чирага (кожа со свиной головы)
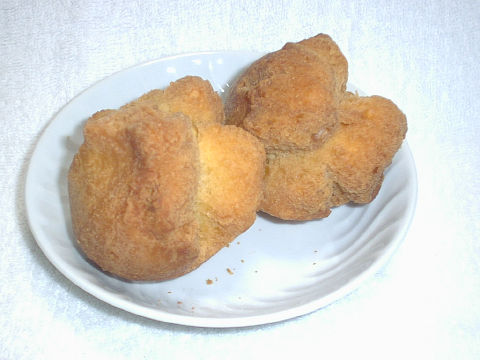
Сата андаги
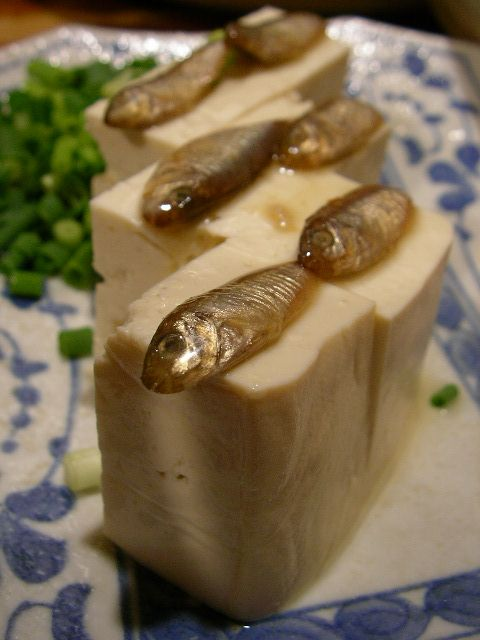
Сюкюгарасу тофу

## Польза для здоровья
Многие исследователи в области медицины позиционируют окинавскую кухню как полезную для здоровья, ссылаясь на огромное число долгожителей на островах Рюкю. По этой же причине в остальной Японии открывают всё больше ресторанов, где подают не традиционные японские блюда, а блюда кухни Рюкю.